# Tribunal des conflits (Genève)
Pour les articles homonymes, voir Tribunal des conflits.
Le Tribunal des conflits est un ancien tribunal du canton de Genève.
Il est créé en par la loi constitutionnelle du 27 février 1970, acceptée en votation populaire le 3 mai 1970. En exécution de cette loi, le Grand Conseil a adopté le 29 mai 1970 une loi sur le Tribunal administratif et le Tribunal des conflits (LTA), qui a été publiée dans la Feuille d'avis officielle du 8 juillet 1970.
L'ancien article 131 de la Constitution de la République et Canton de Genève disposait : « Un tribunal des conflits est institué pour trancher les questions de compétence entre une juridiction administrative, d’une part, et une juridiction civile ou pénale, d'autre part ». 
Comme attendu à sa création, il est très rarement saisi : 4 recours reçus et 5 jugés en 2000, aucun recours reçu ou jugé de 2001 à 2003 ainsi qu'en 2008. Le tribunal est supprimé lors de la réorganisation du pouvoir judiciaire genevois intervenue à l'occasion de l'entrée en vigueur des Codes suisses de procédure civile et pénale, le 1er janvier 2011, où est institué une Cour de justice pour le canton.